# Eremocosta calexicensis
Eremocosta calexicensis är en spindeldjursart som först beskrevs av Muma 1951.  Eremocosta calexicensis ingår i släktet Eremocosta och familjen Eremobatidae. Inga underarter finns listade i Catalogue of Life.